# بيراسبي (أرومية)
قرية بيراسبي (بالكردية: بێراسبی) هي إحدى القرى التابعة لـمرغور في ريف قسم سيلوانه من مقاطعة أرومية، في محافظة أذربیجان الغربیة الإيرانية.

## السكان
حسب إحصاءات سنة 2006، بلغ إجمالي السكان في بيراسبي 815 نسمة وعدد المساكن 117 مسكن. لغة سكان بيراسبي هي اللغة الكردية و هم من أهل السنة والجماعة والمذهب الشافعي.